# Rudolf Josef z Colloreda
Rudolf Josef kníže z Colloreda, hrabě z Waldsee a vicehrabě z Melsu, markýz ze Santa Sofie (německy Rudolph Joseph von Colloredo-Waldsee, 7. července 1706, Praha – 1. listopadu 1788, Vídeň) byl česko-rakouský šlechtic z původně italského rodu Colloredů. Od mládí se uplatňoval jako úspěšný diplomat v rámci dynastických válek 18. století a patřil k přátelům pozdějšího císaře Františka I. Štěpána Lotrinského, manžela Marie Terezie. Přes čtyři desetiletí zastával funkci říšského místokancléře (1745–1788). Ve směřování zahraniční politiky habsburské monarchie i v osobní rovině byl konkurentem státního kancléře knížete Kounice.
V roce 1744 se stal rytířem Řádu zlatého rouna a v roce 1763 byl povýšen do knížecího stavu. Vlastnil rozsáhlé statky v Čechách (Opočno), další majetek držel v Dolním Rakousku (Staatz, Sierndorf). V následující generaci potomstva (kníže František de Paula Gundakar) se Colloredové spříznili s rodem Mansfeldů, čímž vznikl alianční rod Colloredo-Mansfeld.

## Původ
Pocházel ze starého italského rodu Colloredů, byl vnukem Ferdinanda hraběte z Colloredo-Melsu (1635–1689), ministra toskánského velkovévody Cosima III. Rudolfovým otcem byl Jeroným hrabě z Colloredo-Waldsee, císařský místodržící v Lombardii a matkou Johanna Karolína, dcera Václava Norberta hraběte Kinského z Vchynic a Tetova.

## Vzdělání
Otec Jeroným měl se svým synem Rudolfem Josefem velké plány. Věřil, že jeho nejstarší syn půjde v jeho šlépějích a dobude ještě větší slávy než on sám. Hrabětem Jeronýmem důkladně sestavený a časově náročný výchovně-vzdělávací plán, na jehož plnění bedlivě dohlížel, množství styků a široká příbuzenská síť měly synovi zajistit získání nejvyšších úřadů na vídeňském dvoře. Základní studium absolvoval syn Rudolf Josef na jezuitské koleji ve Vídni (Alte Universität) a následně, když byl jeho otec pověřen úřadem guvernéra v Miláně (1719–1726), pokračoval na tamní jezuitské koleji.
V srpnu 1723 opustil sedmnáctiletý Rudolf Josef Milán a pokračoval přes Alpy do Prahy. Studijní přestávku se otec chystal využít pro prezentaci svého syna u dvora, přičemž očekával, že u příležitosti pražské korunovace Karla VI. českým králem a jeho chotě Alžběty Kristýny českou královnou by mohlo dojít i na audienci u císařské rodiny.
Od listopadu 1723 pobýval s bratrancem Fabiem Leandrem Colloredem a s novým doprovodem (dvěma komorníky, dvěma lokaji a hofmistrem Janem Františkem Kaiserem) v Salcburku, kde pokračoval studiem práva na tamní benediktinské univerzitě, která tehdy svým šířením tomismu (německy Salzburger Thomismus), tvořila u šlechticů z habsburské monarchie vítanou alternativu k jezuitským vzdělávacím institucím.
Komplexní pojetí otcových vzdělávacích instrukcí pro salcburský pobyt připomínalo ideál kavalírské cesty. Zejménana mu kladl na srdce, aby žil jako řádný katolík; každý den se věnoval studiu veřejného a soukromého práva, zbytek času zasvětil studiu geografie, historie, matematice a aritmetice, popřípadě podle záliby bratrance Fabia Leandra i jiným vědám; prakticky se procvičoval v němčině, latině, francouzštině a italštině; zdokonaloval se v jízdě na koni, šermu, tanci a hudbě; zrovna tak kladl důraz na jeho počínání ve dvorské společnosti soustředěné kolem salcburského arcibiskupa Františka Antonína z Harrachu.
Původně do tří let otcem rozvržený studijní plán (1. fungování Svaté říše římské, 2. procesní právo a obecné dějiny Svaté říše římské, popřípadě kanonické právo, 3. veřejné právo) Rudolf Josef nakonec absolvoval, i když s mírným zpožděním, za necelé dva roky. S oblibou navštěvoval zejména arcibiskupskou letní i zimní jízdárnu (nyní Großes Festspielhaus) a snad měl být i nejlepším jezdcem mezi tehdy studujícími šlechtici na benediktýnské univerzitě.
Za otcem do Milána se vracel v polovině července 1725. Po krátké pauze pokračoval podle otcova studijního itineráře na samou hranici Svaté říše římské - do lotrinského Lunéville, kde bylo jeho úkolem udělat si dobré jméno u tamního dvora, jelikož lotrinský dvůr pěstoval úzké kontakty se dvorem vídeňským. Pro další studium práva vybral otec ve Spojeném Nizozemsku univerzitu v Leidenu, která byla tehdy pro mladé šlechtice zajímavá zejména přednáškami z veřejného práva, které přednášející aplikovali na prostředí Svaté říše římské a vykládali jej v procísařském duchu (tzv. césaristicky, z německého Cäsarismus).
Vzhledem k tomu, že Jeroným hrabě z Colloreda-Waldsee 2. února 1726 zemřel, je možné, že studijní plány nebyly zcela naplněny. Zanechal po sobě 4 syny: Rudolfa Josefa, Antonína, Filipa a Karla, jejichž jménem právní zástupce zažádal o obnovení dolnorakouského léna. Císař Karel VI. následně listinou z 11. ledna 1727 Rudolfovi Josefovi dolnorakouská léna udělil.

## Dvorská kariéra
Hrabě Rudolf Joseph dosáhl celkem brzy jednoho z nejdůležitějších a nejprestižnějších říšských úřadů (vicekancléře) a výrazným způsobem se dokázal prosadit v mezinárodní dvorské společnosti. K tomu mu napomohla nejen jeho předky systematicky vybudovaná síť šlechtických rodin, ale celá řada vlastních styků, třeba k mocným Starhembergům, z jejichž rodiny pocházela jeho manželka, či díky četnému potomstvu, z nichž vzešla celá řada pokrevních příbuzenských vztahů (Černínové z Chudenic, Mansfeldové, Trauttmansdorffové, Pálffyové, Schönbornové, Wallisové).

### Počátek kariéry za Karla VI. (do roku 1740)
V létě roku 1727 se hrabě Rudolf Josef ve vídeňské Favoritě oženil s Marií Isabellou ze Starhemberku, dcerou mocného prezidenta dvorské komory Gundakara Thomase ze Starhemberku. V té době zastával dědičný úřad nejvyššího zemského stolníka v Království českém (Obersterbland-Truchsess des Königreiches Böhmen) a nejvyššího komořího. Rudolf Josef pravděpodobně záhy využil své vazby na členy rodů Kinských a Starhemberků. V roce 1728 obdržel úřad skutečného dvorního rady a referendáře u české dvorské kanceláře, v letech 1731-34 působil u zastupitelského úřadu Českého království u Řišských stavů.
Dne 7. února 1735 byl císařem Karlem VI. jmenován do úřadu říšského skutečného tajného rady, 27. května 1737 složil slib zástupce říšského dvorského místokancléře za nemocného Jana Adolfa hraběte Metsche (od r. 1734) a 17. srpna téhož roku byl dědičně uveden do švábského kolegia říšských hrabat (Schwäbisches Reichsgrafenkollegium).
Dne 8. srpna 1740 se účastnil v úřadě císařského volebního komisaře v Aušpurku volby nového biskupa. Na rychlé volbě kandidáta Josefa Ignáce Filipa Hesensko-Darmstadtského (oproti tehdy favorizovanému Janu Theodorovi Bavorskému) se velkým dílem zasloužili ve Vídni narozený a císaři oddaný aušpurský děkan Gerhard Wilhelm von Dolberg a volební komisař hrabě Rudolf Josef z Colloreda, jemuž se tak podařilo úspěšně naplnit tajnou císařovu misi - oslabit mocensky dům Wittelsbachů ve východním Švábsku a tím zabránit hrozícímu nebezpečí na teritoriálním předpolí Rakouska.

### Války o rakouské dědictví (1740–1748)
Dne 28. listopadu 1740 hrabě Rudolf Josef složil kancléřský úřad a následně působil až do ledna 1742 jako výkonný dvorský kancléř a vyslanec v rakouských službách. Do úřadu místokancléře Svaté říše římské jmenoval císař Karel VII. skutečného tajného radu a konferenčního ministra Jana Jiřího hraběte z Königsfeldu, kterému se nejprve podařilo dotlačit hraběte Rudolfa Josefa k dobrovolnému složení úřadu, za což mu byl Königsfeld povinován finanční protislužbou ve výši 100 000 zlatých, následně pak přesvědčit mohučského a trevírského kurfiřta, aby se přiklonili k volbě Karla VII.
V období 1740-1742, kdy Rudolf Josef vedl dvorskou kancelář ve Vídni, reorganizoval německou a latinskou expedici, do které dosadil schopný personál, zřídil politickou registraturu a vytvořil místo expeditora, dohlížejícího na vyřizování kancelářských písemností, zavedl nový daňový řád (Taxordnung). V roce 1743 byl jmenován konferenčním ministrem a následně ho císařovna Marie Terezie pověřila úřadem vyslance u kurfiřta mohučského, kolínského a trevírského, kde bylo jeho úkolem získat jejich hlasy v nastávající volbě císaře Svaté říše římské pro Františka I. Štěpána Lotrinského. Dne 6. ledna 1744 císařovna Marie Terezie vyznamenala hraběte Rudolfa Josefa řádem Zlatého rouna a ve stejném roce byl jako tajný rada přijat do Tajné konference.
Po smrti Karla VII. a prohrané bitvě u Pfaffenhofenu uvedl Karlův syn a nástupce kurfiřt Maxmilián III. Josef v dubnu 1745 do chodu mírová jednání. V mírové smlouvě (Frieden von Füssen) se Bavorsko zřeklo dědických nároků a uznalo pragmatickou sankci. Rakousko se vzdalo válečných kompenzací, stáhlo všechna vojska z Bavorska a zpětně uznalo Karla VII. císařem. Kurfiřt Max. III. Joseph slíbil podpořit u císařských voleb Františka I. Štěpána a získat pro něho též hlasy od Falckého kurfiřtství a Kolínského kurfiřtství pod vládou Wittelsbachů.
Mírovou smlouvu, kterou hrabě Rudolf Josef dojednával, podepsal za Rakousko u bavorského Füssenu dne 22. dubna 1745. O pět měsíců později Rudolf Josef 13. září roku 1745 účastnil jako volební vyslanec Království českého ve Frankfurtu nad Mohanem volby Františka I. Štěpána Lotrinského říšskoněmeckým císařem a 23. září 1745 byl jmenován řišským dvorským místokancléřem. Tento úřad si udržel až do své smrti roku 1788.

### Sedmiletá válka (1756–1763)
Od začátku roku 1755 panovala na vídeňském dvoře, co se otázky rakouské odplaty Prusku týče, všeobecná názorová jednota. Naopak rozdílnost názorů se projevovala v tom, jak by ta odplata měla vlastně vypadat (tzv. pruské sporné záležitosti). Říšská dvorská kancelář pod vedením hraběte Rudolfa Josefa se dívala na věc zcela jinak než státní kancelář pod vedením Václava Antonína z Kounic, který na dvoře propagoval odvetu válečnou. To byl také jeden z důvodů, proč neměl hrabě Rudolf Josef císařovnu Marii Terezii na své straně. Vedle Rudolfova politického náhledu se císařovně nelíbil ani jeho životní styl.
Hrabě Colloredo jako říšský kancléř zastupoval přirozeně zcela jiné zájmy než hrabě Kounic se svou rakouskou velmocenskou politikou. Úřední agenda jeho říšské dvorské kanceláře během sedmileté války enormně narostla (oproti dlouhodobému personálnímu podstavu). V důsledku odstoupení rakouských teritorií došlo ke snížení příjmů z daní vybíraných samotnou kanceláří. Personál nebyl od roku 1748 pravidelně vyplácen a od roku 1756 nižší úřednický personál nebyl vyplácen vůbec. Kancelář se během války potýkala také s problémem nedostatečně kvalifikovaných kancelistů, zejména u německé expedice. K ruce stáli tehdy hraběti Rudolfovi Josefovi pouze dva sekretáři Mohr a Dungel.
V pruské otázce zastával hrabě Rudolf Josef stejné stanovisko jako císař František I. Štěpán Lotrinský. Oba totiž odmítali válečné napadení Pruska a požadovali utvoření spojeneckého svazku s Anglií proti Francii. František Štěpán si Rudolfa Josefa oblíbil nejen pro jeho politické názory, ale také pro jeho družnou a veselou povahu. U dvora byl Rudolf Josef znám nejen jako galantní a inteligentní šlechtic, ale též pro svou neochotu k práci, vyhledávání zábavy, lovu a hazardních her, takže se dostával i přes jeho roční příjem 20 000 zlatých často do dluhů. Na druhé straně se vědělo, že díky své plynulé latině, inteligenci a pohotovému chápání se ve svém úřadě dokonale vyzná a vykonává ho se vší důstojností.

### Dědičným českým a říšským knížetem
Důležitým životním mezníkem a zároveň potvrzením prestižního společenského postavení se pro hraběte Rudolfa Josefa stalo povýšení do knížecího stavu; dne 24. prosince 1763 jej císař František I. Štěpán poctil hodností knížete s titulem „Hochgeborener / Vysokorozený“ v Království českém a 29. prosince 1763 hodností říšského knížete s titulem „Hochgeborener“ a „Lieber Oheim und Fürst“ / „Vysokorozený“ a „Milý strýc a kníže“ a to dědičně v linii prvorozenectví. Zároveň mu potvrdil císařem Karlem VI. v prosinci roku 1724 jeho otci Jeronýmovi hraběti z Colloreda udělený titul dvorský falckrabí s velkým palatinátem (komitivem) a udělení privilegia pro Jeronýma a jeho potomky razit zlaté a stříbrné mince. V roce 1765 získal uherský inkolát a ještě téhož roku jej František I. Štěpán odměnil rytířským Velkokřížem Královského uherského řádu sv. Štěpána (Ritter des heil. St. Stephani - Ordens Großkreuz).
Lexikon pokynů pro psaní dopisů (Gründliche Anweisung zum Briefschreiben) podle nejnovějšího německého pravopisu a nové titulární knihy z roku 1770 uváděl přesnou formu a pořadí hodností, titulů a zastávaných či čestných úřadů knížete z Colloreda:
Vysoce urozenému[zdroj?] (Vysokorodnému[zdroj?] či Nejjasnějšímu), knížeti a pánovi, panu Rudolfovi, svaté Římské říše knížeti z a na Colloredu, hraběti na Waldsee, vicehraběti na Melsu a markraběti (markýzi) na St. Sofii, pánu na dominiu Opočno, Staatz, Siebenhirten, Sierndorf, Föllim a na hradě Gravendorfu, nejvyššímu dědičnému stolníkovi v Království českém, rytíři zlatého rouna a rytíři velkokříže řádu sv. Štěpána, Jeho Římského císařského také Císařsko-královského apoštolského Majestátu skutečnému tajnému radovi, říšskému konferenčnímu- a Jeho císařského v Uhrách a českého královského apoštolského Majestátu konferenčnímu ministrovi, komořímu a říšskému dvorskému vicekancléři. 

Knížecí titul od konce dvacátých let 17. století automaticky nadřazoval jeho držitele nad ostatní šlechtice a zařazoval jej mezi vskutku elitní společnost v habsburské monarchii i za jejími hranicemi. Byla to meta, které dosáhlo v raném novověku jen o něco málo více než dvacet urozených, byť se o to snažila celá řada dalších velmi významných mužů. Komplikovaná integrace čtyř generací rodu Colloredů do vídeňské dvorské společnosti byla jeho osobou úspěšně dovršena.

### Éra Josefa II. (1765–1790)
Na velký odpor narazil Rudolf Josef u císaře Josefa II., který se snažil jeho vliv na říšskou politiku oslabit. Nejprve jen tím, že ho odstranil z říšské dvorní rady, po zřízení Konference pro říšské záležitosti (1767-1772) byl povinován všechny referáty říšské dvorské kanceláře předkládat nejprve státnímu kancléři Václavu Antonínovi z Kounic-Rietbergu k posouzení a po zrušení Konference pro říšské záležitosti v roce 1772 už neměl na říšskou politiku vliv téměř žádný. Ještě v prosinci 1772 se z příkazu císaře Josefa II. účastnil jako říšský dvorský kancléř spolu s rakouským direktoriálním vyslancem u Říšského sněmu v Řezně Egidem z Borié (1719–1793), tajným referendářem Františkem z Leykamu (1724–1793) a zástupcem státní kanceláře Friedrichem Binderem z Krieglsteinu (1708–1782) prvních tajných porad, týkajících se uplatnění dědických nároků císaře Josef II. v případě úmrtí bezdětného bavorského kurfiřta Maximiliana Josefa. Tajnou úmluvu (falcko-rakouskou konvenci) nakonec dohodli státní kancléř Kounic a svobodný pán von Ritter zu Grünstein (válka o bavorské dědictví). Situace nakonec vyústila ve skandální rivalitu obou kanceláří (říšské dvorské a státní). Přes všechen umenšený politický vliv se hraběti Rudolfovi Josefovi podařilo v roce 1780 prosadit při volbě kolínského a münsterského koadjutora arcivévodu Maxmiliána Františka. Zrovna tak podporoval bavorskou okupační politiku císaře Josefa II.

## Majetek
Náhlou smrtí otce se stal Rudolf Josef dědicem velkého colloredovského fideikomisu. Otec však po sobě zanechal v Čechách a Dolních Rakousích dluhy ve výši 460 000 zlatých, takže vyřízení pozůstalosti, prodej některých panství a rozdělení zbylého alodního majetku mezi jeho bratry nakonec jeho právnímu zástupci zabralo skoro tři roky (1726–1728). Jeho pozemkový majetek v Čechách se tak oproti předcházejícím generacím poněkud zmenšil. V polovině 18. století držel jen rodový fideikomis, sestávající z velkého panství Opočno a paláce v Praze na Malé Straně.
 Rozsah panství Opočno se průběžně měnil, ale patřil k největším pozemkovým celkům ve východních Čechách. V polovině 18. století k Opočnu patřilo přibližně devadesát vesnic a sedm měst a městeček (Opočno, Dobruška, Třebechovice pod Orebem, Olešnice v Orlických horách). Opočno si jako honební lokalitu oblíbil císař František, který tu poprvé pobýval v roce 1724. Častěji do Opočna jezdil v letech 1748–1754. Někdy se jednalo o krátkodobé zajížďky z jiných honebních revírů, ale například v září 1750 pobýval na Opočně s početným doprovodem celý týden.
Po dosažení plnoletosti zažádal o obnovení dolnorakouského léna (Staatz, Siebenhirten, dvůr Rothensee), která mu císař Karel VI. udělil pro jeho osobu, jeho dědice a jeho bratry Antonína, Filipa a Karla. Zrovna tak učinili po nástupu na trůn listinou z 2. listopadu 1752 císařovna Marie Terezie a 16. července 1782 císař Josef II. Dolnorakouské léno Staatz (mimo Siebenhirtenu se dvorem Rothensee) sestávalo z tržního městečka Staatz, vsí Kautendorf, Wultendorf, Frättingsdorf, Waltersdorf, Ernsdorf, Enzersdorf, Föllim a (Kotting-)Neusiedl. V roce 1755/1756 Rudolf Josef přikoupil ještě dolnorakouské panství Sierndorf, na kterém v červenci roku 1777 oslavil se svou chotí Marií Gabrielou zlatou svatbu. Jejich manželskému svazku požehnal druhorozený syn salcburský kníže-arcibiskup Jeroným.
- Zámek Opočno
- Zámek Sierndorf
- Staatz
- Zřízenina Staatz s bývalým podhradím
- Siebenhirten, statek z poč. 18. stol.

## Rodina
Rudolf se oženil ve Vídni 14. července 1727 s Marií Gabrielou ze Starhembergu (28. 11. 1707 Vídeň – 8. 11. 1793 Vídeň), dcerou rakouského konferenčního ministra Gundakara Tomáše ze Starhembergu (1663–1745) a jeho druhé manželky Marie Josefy Jörgerové z Tolletu (1668–1746). Z manželství se narodilo 18 dětí, z nichž celkem osm přežilo oba rodiče:
1. Marie Antonie (21. 4. 1728 – 2. 10. 1757) ∞ (28. 6. 1746) Prokop Vojtěch hrabě Černín z Chudenic (23. 3. 1726 – 30. 1. 1777)
2. František de Paula Gundakar kníže z Colloredo-Mannsfeldu (28. 5. 1731 Vídeň – 27. 10. 1807 Vídeň), 2. kníže
3. Jeroným František Josef (1732–1812), kníže-arcibiskup Salcburského knížecího arcibiskupství
4. Josef Maria (11. 9. 1735 – 26. 11. 1818), polní maršál, a velkopřevor české provincie Maltézského řádu
5. Václav Josef (15. 10. 1738 – 1822), polní maršál
6. Marie Gabriela (24. 6. 1741 – 23. 5. 1801) ∞ (27. 1. 1762) Jan Pálffy hrabě z Erdödy (18. 8. 1728 – 23. 2. 1791)
7. Marie Tereza (18. 7. 1744 – 14. 8. 1828) ∞ (16. 6. 1776) Evžen hrabě ze Schönbornu-Buchheimu na Heussenstammu (17. 1. 1727 – 25. 7. 1801)
8. Marie Františka (2. 4. 1746 – 25. 1. 1795) ∞ (27. 11. 1765) Stephan Olivier hrabě Wallis z Karighmainu (19. 7. 1744 – 5. 2. 1832)
9. Marie Karolína (14. 2. 1752 – 20. 9. 1832) ∞ (18. 5. 1772) Ferdinand kníže z Trauttmansdorffu (12. 1. 1749 – 27. 8. 1827)[35]

## Úmrtí
Rudolf Josef hrabě z Colloreda-Waldsee-Melsu, od roku 1763 kníže z Colloreda-Waldsee-Melsu, markýz ze Sant Sofie, pán na Opočně, na Staatzu, Siebenhirtenu a Sierndorfu zemřel 1. listopadu 1788 ve věku 83 let. Jeho ostatky byly vystaveny ve františkánském klášterním kostele sv. Jeronýma ve Vídni a poté 3. listopadu převezeny na panství Sierndorf. V roce 1810 nechal 3. kníže Rudolf Josef II. z Colloreda-Mannsfeldu (1772–1843) vystavět rodinnou hrobku v kostele Panny Marie v Opočně, do které nechal převést své předky z části pochované na panství Sierndorf a z části v rodinné hrobce ve františkánském klášterním kostele sv. Jeronýma ve Vídni. Vzhledem k tomu, že bratři z otcovy strany hrabě Antonín († 17. březen 1785), hrabě Filip († 1. července 1734) a hrabě Karel († 26. prosince 1786) byli již po smrti, dědicem dolnorakouských lén se stal nejstarší syn František de Paula Gundakar kníže z Colloredo-Mannsfeldu, kterému císař František II. 18. září 1795 propůjčení léna potvrdil.